# Typhisala
Typhisala là một chi ốc biển, là động vật thân mềm chân bụng sống ở biển trong họ Muricidae, họ ốc gai.

## Các loài
Các loài thuộc chi Typhisala bao gồm:
- Typhisala clarki (Keen & Campbell, 1964)[2]
- Typhisala grandis (A. Adams, 1855)[3]